# (90528) Raywhite
(90528) Raywhite (2004 FE19) – planetoida z pasa głównego asteroid okrążająca Słońce w ciągu 4,11 lat w średniej odległości 2,56 j.a. Odkryta 16 marca 2004 roku.